# Friederike Otto
Friederike (Fredi) Elly Luise Otto (Kiel,  29 de agosto de 1982) es una climatóloga alemana que desde diciembre de 2021 trabaja como profesora titular en el Instituto Grantham de Investigación sobre el Cambio Climático y el Medio Ambiente del Imperial College de Londres. Es investigadora asociada honoraria del Instituto del Cambio Medioambiental (ECI) de la Universidad de Oxford. Su investigación se centra en responder a la pregunta de si las condiciones meteorológicas extremas cambian como consecuencia de factores climáticos externos, y en qué medida. Experta de reconocido prestigio en el campo de la investigación sobre la atribución, examina hasta qué punto el cambio climático provocado por el hombre, así como la vulnerabilidad y la exposición, son responsables de fenómenos como olas de calor, sequías e inundaciones. Junto con el climatólogo  Geert Jan van Oldenborgh, fundó el proyecto internacional Atribución del clima mundial, que sigue dirigiendo. En 2021, fue incluida en Time 100, la lista anual de la revista Time de las 100 personas más influyentes del mundo. También fue incluida en Los 10 de Nature como uno de los diez científicos que habían desempeñado un papel importante en los avances científicos de 2021, destacados por la revista científica Nature.

## Biografía
Friederike Elly Luise Otto nació en Kiel, Alemania, en 1982, se licenció en Física por la Universidad de Potsdam antes de doctorarse en Filosofía de la Ciencia por la Universidad Libre de Berlín en 2012.En la Universidad de Oxford comenzó a investigar el impacto de los fenómenos meteorológicos en el cambio climático. En su papel de colíder del proyecto Atribución del clima mundial, ha podido influir en el desarrollo internacional de estrategias sobre el cambio climático. En relación con el huracán Harvey en 2017, llegó a la conclusión de que causó entre un 12 % y un 2 2 % de precipitaciones adicionales en Houston. También ha mantenido que hay pocas dudas de que el huracán Laura de 2020 fuera consecuencia de los efectos del cambio climático. Cree que estos informes de atribución ayudarán a persuadir a los gobiernos para que adopten medidas destinadas a crear comunidades más neutras en carbono. 

## Publicaciones
- Wütendes Wetter – Auf der Suche nach den Schuldigen für Hitzewellen, Hochwasser und Stürme Ullstein Berlin, 2019. ISBN 978-3-5500-5092-3 [14][15]
- Angry Weather: Heat Waves, Floods, Storms, and the New Science of Climate Change. English Edition. Greystone Books, 2019. ISBN 978-1-77164-614-7 [14][15]